# Nawami von al-Ain
Koordinaten: 23° 12′ 58,9″ N, 56° 57′ 43″ O
Die Nawami von al-Ain sind wegen ihres guten Erhaltungszustandes und der Lage am Rande des Dschabal Mischt (Kammberg) die bekanntesten Gräber im Gebiet zwischen den Städten Bat und al-Ain im Hadschar-Gebirge in Oman. Auf dem Gräberfeld finden sich 21 Einzelgräber. Im näheren Umkreis finden sich zahlreich ähnliche Nawami-Bauwerke. Die Kraggewölbebauten aus Trockenmauerwerk haben eine an einen Bienenkorb erinnernde Form. Aufgrund von Keramikfunden, die als Grabbeigaben gedeutet werden, wird ihr Bau in das 3. Jahrtausend v. Chr. datiert. Im Inneren konnten keine menschlichen Reste entdeckt werden.

## UNESCO-Weltkulturerbe
Die Gräber wurden 1988 zusammen mit der Festung Bat und der bronzezeitlichen Siedlung al-Chutm in die Liste des Weltkulturerbes aufgenommen.

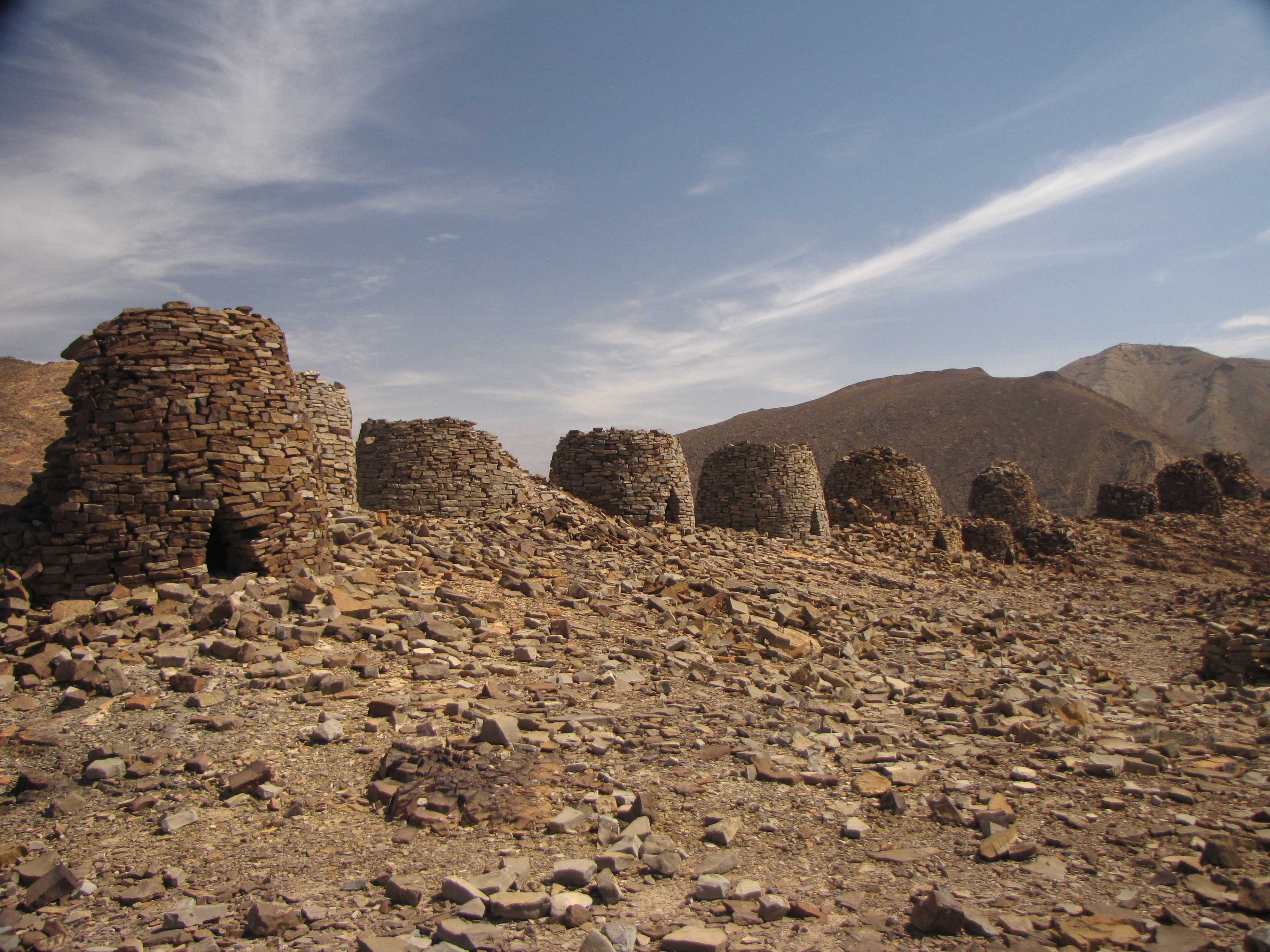
Nawami
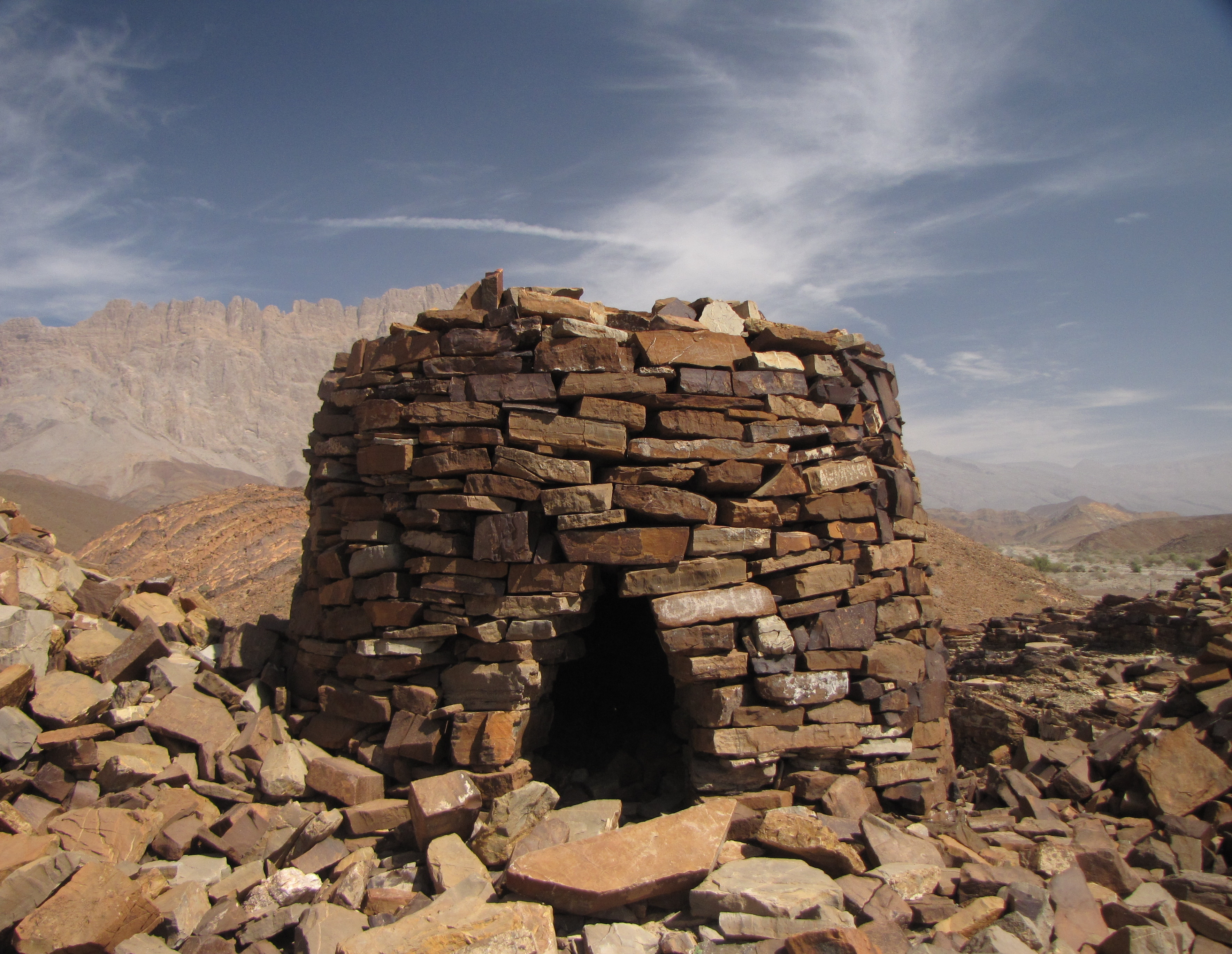
Nawami und Jebel Misht